# ナカソネ住設
ナカソネ住設株式会社（ナカソネじゅうせつ）は、福岡県築上郡吉富町に本社を置く、水まわりのメンテナンスや販売を専門に行っている企業である。
有限会社仲宗根鉄工所（現：ソネック工機株式会社）から分離独立を経て、ナカソネ住設株式会社として設立された。

## 経営理念
「お客様」「社員」「会社」「社会」「未来」が満たされた正五角形を実現するための『五方よし』を理念としている。
理念1 ： 会社よし
日本一のサービスショップを目指し、常に積極性と誇りをもって精進する。
理念2 ： 社会・お客様よし
一人一人がプロとしての技術と人間性を身に着け、お客様満足の模範的なサービスショップとして、全員一丸となってＣＤ（お客様感動）運動に取り組む。
理念3 ： 未来・社員よし
会社の恒久的発展と全社員の生活向上のために努力する。

## 概要
TOTO製品のアフターサービスを専門に行う正規代行店として、これまでの実績と施工技術の高さで全国へ事業を拡大している。
長年にわたるパートナーシップのもと、近年は修理や故障対応に加え、新製品への取替やリフォームなどに伴う新規設置工事・施工へ事業を拡大中である。
メインはメンテナンス事業を行っており、住宅設備について修理や調整、手入れ等のアフターサポート及び消耗品や部品の販売等を行っている。年間 約100,000件 対応しており、主な対象設備はTOTO製品のウォシュレットトイレやガスおよび給湯器等である。
また、近年では、主に水まわりを中心に地域密着型リフォームサービスを展開している。過去約40年間をもとに、トイレ床の張り替え工事・キッチンのリフォーム・ウォシュレット機器の入れ替え・水回りの配管の入れ替え 等のサービスがある。

## 沿革
有限会社仲宗根鉄工所住宅機器部が独立し、1985年にナカソネ住設株式会社として鉄工所と切り離して別会社として設立。
以降、TOTOメンテナンス株式会社の代行店として現在に至る。

## 年表
- 1980年（昭和55年）8月 - 東陶機器株式会社（現：TOTO株式会社）の施工付商品の直営工事店として、有限会社仲宗根鉄工所（現：ソネック工機株式会社）が工事請負を始める。
- 1981年（昭和56年）10月 - 東京営業所開始。
- 1984年（昭和59年）11月 - 大阪営業所開始。
- 1985年（昭和60年）1月 - 岡山営業所開始。
  - 5月 - ナカソネ住設株式会社として分離独立。
- 1986年（昭和61年）4月 - 福岡営業所開始。北九州および大分北地域を本社より営業開始。
- 1993年（平成5年）10月 - 枚方営業所開始。
- 1994年（平成6年）10月 - 北九州営業所開始。
- 1995年（平成7年）10月 - 熊本営業所開始。
- 1997年（平成9年）10月 - 京都営業所開始。
- 2008年（平成20年）10月 - ISO9001:2000認証取得。（本社、福岡、北九州、熊本）
- 2009年（平成21年）11月 - ISO9001:2008認証拡大。（岡山　を　拡大展開）
- 2010年（平成22年）3月 - 駒沢営業所開始。
  - 4月 - 倉敷営業所開始。
  - 10月 - 倉敷営業所開始。
- 2011年（平成23年）4月 - 茨木営業所開始。
  - 10月 - ISO9001:2008認証更新・拡大。（東京、駒沢、倉敷　を　拡大展開）
- 2012年（平成24年）3月 - 中津営業所開始。
  - 4月 - 宇城営業所開始。
  - 10月 - 守口営業所開始。
  - 12月 - ISO9001:2008認証更新・拡大。（京都、大阪、枚方、茨木　を　拡大展開）
- 2013年（平成25年）5月 - 本社・中津営業所　新設・移転。
  - 10月 - 岡山営業所　移転。ISO9001:2008認証更新・拡大。（守口、宇城、中津　を　拡大展開）
- 2014年（平成26年）3月 - 東京営業所　移転。
  - 4月 - CSC（カスタマーサポートセンター）　設立。
- 2015年（平成27年）6月 - 熊本営業所　移転。
  - 9月 - 福岡営業所　移転中津営業所　移転。
- 2016年（平成28年）4月 - TSC（テクニカルサポートセンター）　設立。
  - 8月 - 大阪営業所　移転。
  - 9月 - 京都営業所　移転。
- 2017年（平成29年）9月 - ISO9001:2015認証登録。（本社及び全営業所）
- 2020年（令和2年）10月 - ISO9001:2015認証登録　解除
- 2021年（令和3年）11月 - 目黒営業所開始
- 2024年（令和6年）5月 - 熊本営業所移転

## 歴代社長
- 仲宗根稔：1985年5月 - 2012年9月
- 仲宗根大祐：2012年10月 - 現職

## 事業所
本社
- 福岡県築上郡吉富町大字別府620-1

東京営業所
- 東京都世田谷区南烏山3‐25-11いづみハイツ1F

目黒営業所
- 東京都目黒区原町1-2-9 ラ・ソワ目黒1F

京都営業所
- 京都府京都市南区東九条西河辺町30-1

守口営業所
- 大阪府守口市八雲西町1-28-10

枚方営業所
- 大阪府枚方市村野本町1-32

茨木営業所
- 大阪府茨木市中総持寺町1-11ヴィヴァーチェ総持寺1F

大阪営業所
- 大阪府吹田市南吹田3-4-26

岡山営業所
- 岡山県岡山市北区中仙道2-27-13

岡山東営業所
- 岡山県岡山市北区牟佐1018-1

北九州営業所
- 福岡県北九州市小倉南区下曽根新町18-10 ジュネス壱番館1F

福岡営業所
- 福岡県福岡市早良区田村6-10-5

熊本営業所
- 熊本県合志市幾久富1758-615 VIERA光の森1F

宇土営業所
- 熊本県宇土市新松原町151-3

中津営業所
- 福岡県築上郡吉富町直江667-1

## 受賞歴
- 10年連続選出 - 優良企業ガイド エラベル2024(九州・沖縄版)[5]
- 3年連続受賞 - 健康経営優良法人（中小規模法人部門）[6]

## 社内制度・福利厚生一覧[7]
- 有給休暇

　▶︎法定制度に則って雇用日から起算して６ヶ月間継続勤務し、且つその間の出勤率が8割以上の方に10日間付与
- GW休暇
- 夏季休暇
- 年末年始休暇

　▶︎5日以上連続休暇の取得可能な環境
- 親孝行休暇

　▶︎入社直後の有給付与前の社員に対しての休暇制度
- 特別休暇
- 慶弔休暇
- 産前産後休暇
- 育児休暇

　▶︎取得・復帰実績あり
- 生理休暇
- 介護休暇
- 通院休暇
- 看護休暇
- 公民権行使の休暇

- 昇給年1回

　▶︎3月：人事評価規定に基づいて等級を決定し、その等級により昇給あり
- 賞与年3回

　▶︎2月・6月・12月：最大年3回
- インセンティブ

- 時間外手当

　▶︎見込み残業代は無く、全額支給
- 職位手当

　▶︎特定の役職や職位に就いている社員に対して、追加の手当があります。
- マイスター手当

　▶︎年間売上の上位者10名や入社1年目の新人トップ等、会社が実施するコンテストにより、優秀な成績を収めた社員に対して追加の手当あり
- 資格手当

　▶︎会社として必要な資格（電気工事士1種、電気施工管理技士1級、建築士1級等）を取得した場合は毎月手当が発生
- Nポイント制度

　▶︎ポイントは給与に還元することができ、年度の業績によって１ポイントいくらにするかを決定
- 社会保険完備

　▶︎もちろん、雇用保険・労災保険・健康保険・厚生年金保険を完備
- 通勤手当

　▶︎公共の交通機関を利用する場合、通勤に要する実費を全額支給
- 出張手当

　▶︎国内/海外出張時の飛行機、新幹線 、宿泊費を負担します。役職に応じた日当も発生
- 資格取得支援

　▶︎会社推進の資格取得で、取得するためにかかった実費を負担
- 社員紹介金

　▶︎社員、個別契約者またはパートの紹介で入社した者が、入社1年経過し会社の定める勤務内容・実績と認める場合、紹介者に紹介金として支給
- 結婚祝い金

　▶︎社員が結婚した場合は結婚祝金を給付。
- 出産祝い金

　▶︎正社員として登用後、出生一人に対して3万円を支給
- 扶養手当

　▶︎配偶者/子1人あたりに月1万円の手当が発生
- 功労手当

　▶︎入社後の継続勤務年数に応じて、功労賞として表彰・手当を支給
- 退職金

　▶︎社内規定に応じて支給

健康管理関連
- 健康診断費用負担（受診率100％）
- 再検査受診のリマインド強化
- 面談時の健康状態ヒアリング強化
- 乳がん、子宮がんの検査補助
- 健康促進動画作成
- 匿名相談窓口
- ハラスメント対策動画作成
- 日本フェムテック協会認定者在籍
- メンタルヘルスマネジメント検定取得者在籍
- トレーニングルーム設置

見舞金関連
- 住宅災害見舞金

- 傷病見舞金